# Fred Haise
Fred Wallace Haise (* 14. listopadu 1933 Biloxi, Mississippi, USA) je bývalý americký vojenský pilot a astronaut z dramatického letu Apollo 13.

## Život

### Mládí a výcvik
V říjnu 1952 nastoupil jako námořní letecký kadet v Pensacole na Floridě. V roce 1959 získal diplom leteckého inženýra na University of Oklahoma. Pak nastoupil u NASA jako zkušební pilot jejich výzkumného leteckého střediska na Edwardsově letecké základně a v období 1959-1963 také v Clevelandu, stát Ohio. Během té doby publikoval řadu odborných prací. V americkém vojenském letectvu byl v letech 1961–1962 na základně Mansfield v Ohiu. Pak působil jako pilot 185. letecké eskadry oklahomské Národní gardy. Před letem do kosmu měl nalétáno 6700 hodin. Členem oddílu astronautů se stal 4. dubna 1966.

### Let do vesmíru
Mediálně z filmového zpracování známý nepovedený let kosmické lodi Apollo 13 odstartoval 11. dubna 1970 z mysu Canaveral. Na palubě letěla trojice James Lovell, Fred Haise a John Swigert. Cílem expedice bylo přistání na Měsíci. Kvůli explozi jedné z nádrží a následným poruchám se loď s astronauty vrátila po šesti dnech na Zemi, přistála na hladině Tichého oceánu.
- Apollo 13 ( 11. dubna 1970 – 17. dubna 1970)

### Po letu do vesmíru
V roce 1970 mu michiganská univerzita udělila čestný doktorát. Po několika měsících byl jmenován velitelem záložní posádky lodě Apollo 16 a začal se zácvikem na programu letů raketoplánů.. Do žádné z posádek se však nedostal a v roce 1979 od NASA odešel. V roce 1993 byl zaměstnán u Grumman Corp., Technical Services Div., Titusville.